# 国際ハイヤー (東武グループ)

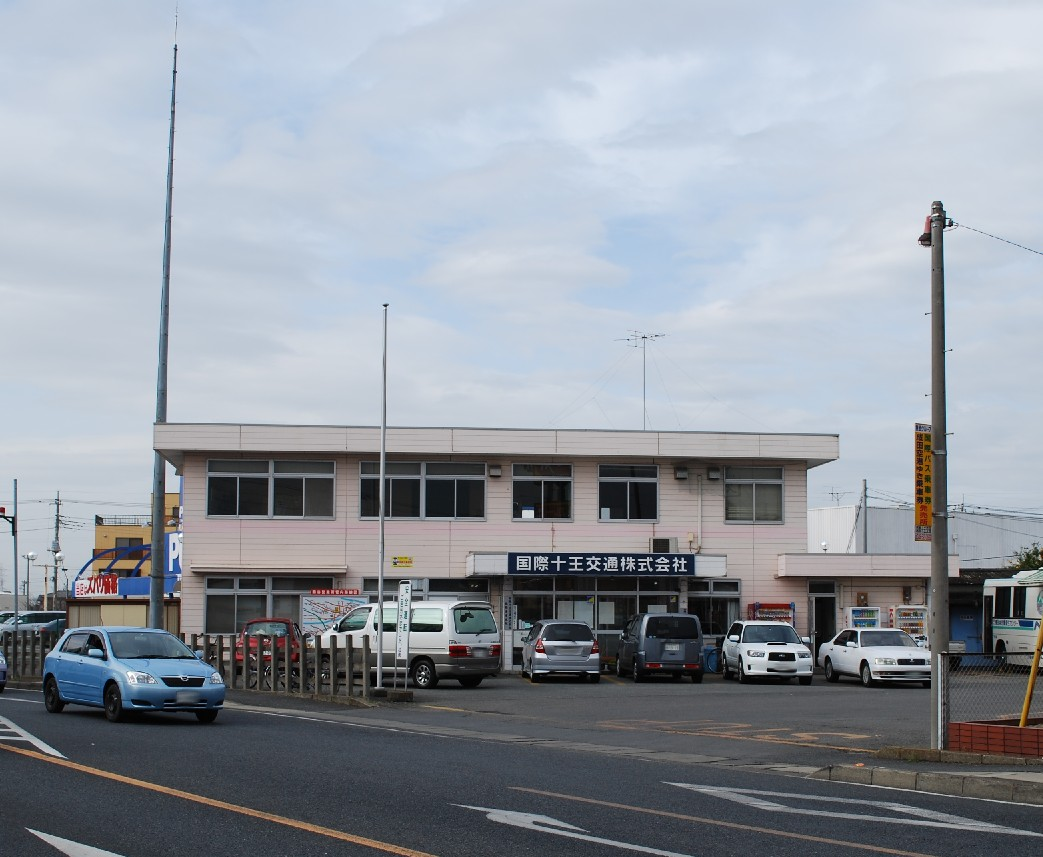
本社熊谷営業所の現在の様子

国際ハイヤー（こくさいはいやー）は、かつて存在した東武グループ朝日自動車系のバス・タクシー事業者で、そのタクシー事業のブランド名でもある。

## 概要
埼玉県熊谷市に本社を置き、埼玉県北部を中心に営業していた。
元々の本業はタクシーであるが、東武バス熊谷営業所の肩代わりと両毛観光バスの吸収合併により、バスも営業していた。
2004年に十王自動車と合併し、国際十王交通を設立、現在は国際十王交通熊谷営業所となっている。なお、対等合併となっているが、　国際十王交通の存続会社は国際ハイヤーであり、本社所在地も変わっておらず、公式サイト上の沿革も国際ハイヤー時代から連続して記述してある。
ブランドのアルファベット表記は、路線バスが「KOKUSAI」・観光バスが「RYOMO」「R.K.」。
営業地域は、設立時は熊谷市・群馬県太田市・大泉町、東武グループタクシー事業再編により熊谷のみとなる。東武バス熊谷営業所の肩代わりによって熊谷周辺へ拡大、両毛観光バスの合併により太田市再進出（群馬県南東部）および栃木県進出というように縮小と拡大を繰り返していた。
ちなみに、国際十王交通となり、伊勢崎へも拡大するが、太田市から再び撤退、栃木県からも撤退、旧国際ハイヤー（熊谷）におけるタクシー事業の廃止、旧十王（伊勢崎）の再分離が続き、2022年度からは元々の本業のタクシーからは完全に手を引き、熊谷のバスのみが残る形となり、縮小傾向が続いている。

## 営業所
- 本社・熊谷営業所・新島車庫
  - 埼玉県熊谷市新島263番地1
  - タクシー・路線バス・観光バス

- （初代）太田営業所
  - タクシー専門
  - 2000年10月廃止（営業譲渡） ※ 現 朝日自動車太田営業所タクシー待機所
- 大泉営業所
  - タクシー専門
  - 2000年10月廃止（営業譲渡） ※ 現 朝日自動車大泉案内所
- 足利営業所
  - 栃木県足利市八椚町105
  - 観光バス専門、旧両毛観光バス本社営業所
  - 国際十王交通発足後廃止
- （二代目）太田営業所
  - 群馬県太田市下浜田町474-24
  - 観光バス専門、旧両毛観光バス太田営業所
  - 国際十王交通発足後廃止（施設譲渡）

- 国際ビル - 熊谷駅北口乗車券発売所／熊谷駅前タクシーのりば／立体駐車場
  - 埼玉県熊谷市筑波3-90
  - 元本社（熊谷営業所）であった国際ビルに一部施設が残っている。

## 沿革
- 1957年12月26日 国際興業より熊谷・太田・大泉エリアにおけるハイヤー事業の譲渡を受け、（旧）「国際ハイヤー株式会社」設立
- 1958年 東武グループ入り
- 1972年12月 国際ビル竣工、本社移転
- 1997年4月 国際ビル裏の立体駐車場営業開始
- 2000年10月 群馬県エリアの事業（国際ハイヤー太田・大泉＋群馬観光タクシーブランド）を関越交通に譲渡、群馬観光タクシーブランド消滅。国際ハイヤーブランドの熊谷営業所のみとなる
- 2001年4月1日 東武バス熊谷営業所の肩代わりを受け、路線バス事業営業開始。熊谷営業所を国際ビルから東武バス熊谷営業所跡地に移転する。

- 2001年10月1日 タクシー事業再編の一環で群馬観光タクシー株式会社と合併[1]。登記上の存続会社は群馬観光タクシーとなったものの、商号および本店所在地等は国際ハイヤーのものを引き継いでいる。
- 2002年10月1日 両毛観光バス株式会社を合併し、観光・貸切バス事業の営業開始。
- 2003年
  - 1月XX日 - 足利営業所が、足利市生活路線バスみなみ号を運行受託開始
  - 1月20日 - 十王自動車との観光バス集中配車制を導入、「国際・十王予約配車センター」を設立
- 2003年11月3日 都市再生本部「全国都市再生モデル調査」事業により、国際バスおよび朝日バス・熊谷市内循環ゆうゆうバスと共に、当時の熊谷市・大里町・妻沼町・江南町内に限り、終日無料運行（自治体負担）を実施した。
- 2003年12月20日 当時の大里町営ひまわり号を加え、11月3日と同じ終日バス無料運行（自治体負担）を実施した[2]。
- 2004年1月1日 十王自動車を合併すると共に、新社名「国際十王交通株式会社」に商号変更

## 運行路線

### 熊谷営業所
系統番号については、東武バスから継承したもので、路線新設または行先表示が布式からLED式に置き換えられる際に順次消去されていった（LED式移行完了に伴う完全消滅は国際十王交通移行後。ちなみに、国際十王交通では系統番号が無い期間を経て、2019年より新しい系統番号が採番されている）。
- 熊06 熊谷駅 - 葛和田 ※ 箱田通り経由
- 熊10 熊谷駅 - 県立循環器呼吸器病センター
- 熊11 熊谷駅 - 犬塚
- 熊13 熊谷駅 - 石原 - 新島車庫 ※ ちなみに「石原」停留所は存在しない（「石原」を冠する停留所は所在する）
- 熊18 熊谷駅 - 深谷駅
  - 熊谷駅 - 籠原
- 東松01 熊谷駅 - 上岡 - 東松山駅
  - 熊谷駅 - 上岡 - 森林公園北口 - 東松山駅
  - 熊谷駅 - 上岡 - 冑山
  - 東松山駅 - 上岡 - 上岡地蔵前
- 東松06 熊谷駅南口 - 立正大学
- 小01 熊谷駅 - 小川町駅
  - 熊谷駅 - 県立循環器呼吸器病センター - 小川町駅
  - 熊谷駅 - 大沼公園
  - 小川町駅 - 農業教育センター
- 森02 森林公園駅 - 森林公園中央口 - 昭和浄苑
- 森03 熊谷駅 - 立正大学 - 森林公園西口 - 森林公園駅
- 森05 森林公園駅‐森林公園西口‐立正大学
- 森06 熊谷駅 - 立正大学 - 四季の湯温泉 - 森林公園駅
  - 熊谷駅 - 立正大学 - 四季の湯温泉 - 森林公園南口入口 - 森林公園駅
- 直通 熊谷駅 - 熊谷スポーツ文化公園（ラグビー場）
- 直通 熊谷駅 - くまがやドーム
- （系統番号無し） 熊谷駅 - 本畠 ※ #廃止路線も参照のこと
  - 熊谷駅 - 上三ツ本
- （スクールバス） 東松山駅 - 東京農業大学第三高等学校

### 足利営業所
- 足利市生活路線バス みなみ号
- （送迎バス受託）館林野鳥の森輸送

## 廃止路線
全て熊谷営業所の路線（足利営業所の路線廃止は国際十王交通移行後）
区間廃止
- 熊10 熊谷駅 － 三ツ本 － 本畠車庫線：逆川 - 本畠車庫 間
2003年3月31日をもって区間廃止
利用者減による路線縮小に伴う
逆川停留所は、区間廃止後、路線終点となり、本畠停留所に名称変更、（系統番号無し）熊谷駅 － 三ツ本 － 本畠線となる。
- （熊谷寺） → 鎌倉町 → 上熊谷 → 宮本町 → （榎町） 間
2003年12月31日（国際ハイヤーとしての終焉）を持って区間廃止
熊谷駅→東松山駅・小川町駅・本畠車庫（本畠）線の熊谷寺 - 榎町間経由経路統一に伴う
すでに2002年11月30日から2003年12月31日の予定で工事に伴う休止[3]とされていた。しかし、工事終了後の一部区間（国道17号交差点-JR・秩父鉄道踏切間）の車道幅が狭くなる[4]ために大型車進入禁止の規制が付与されることから、後に廃止と訂正され、同区間は国際十王交通に継承されないこととなった[5]。
なお、2002年11月30日以前も鎌倉町ナイトバザールや熊谷うちわ祭開催時など臨時に現ルートで運行することはあった。また、各線の熊谷駅行きおよび循環器呼吸器病センター線、森林公園駅線は従来より現ルート経由の運行である。

## 参考書籍
1. BJエディターズ『BJハンドブック R54 朝日自動車』BJエディターズ、2005年1月1日、ISBN 4-4340-5322-1